# Riu Strickland
El riu Strickland és un riu de la Província Occidental de Papua Nova Guinea, i és el major tributari del riu Fly. Va ser nomenat en honor de Edward Strickland, vicepresident de la Geographical Society of Australasia en el segle xix.

## Les preocupacions mediambientals
La mina d'or de Porgera, a càrrec de Barrick Gold, és una mina que està prop del Strickland i que és la font dels problemes mediambientals a la zona. Des de 1992, Barrick Gold s'ha desfet de residus de la mina, en particular les partícules de metall o deixies, directament al riu. Aquest procés d'eliminació ha donat lloc a una gran controvèrsia, amb nombroses morts i problemes mediambientals atribuïdes a les partícules de metall.